# HD 133131
HD 133131 è una stella binaria di ottava magnitudine, distante 168 anni luce dal sistema solare e visibile nella costellazione della Bilancia. Le due componenti del sistema sono due stelle nane gialle molto simili tra loro e al Sole. Nel 2016 sono stati scoperti tre pianeti extrasolari nel sistema, due in orbita attorno alla componente principale, HD 133131 A, e uno attorno alla secondaria, HD 133131 B.

## Caratteristiche
Le due stelle, di tipo spettrale G2V, hanno una temperatura superficiale simile a quella del Sole, masse leggermente inferiori e sono più vecchie del Sole, con un'età che va da 6 a oltre 9 miliardi di anni di anni, a seconda delle fonti prese in considerazione. Un'altra differenza sostanziale rispetto alla nostra stella è la carenza di metalli, detta metallicità, che per entrambe le stelle è solamente la metà dell'abbondanza di metalli presenti nel Sole. Considerando che sono stelle "gemelle", si trovano relativamente vicine tra loro, a 360 UA (le due stelle nane gialle di 16 Cygni ad esempio distano tra loro quasi 1000 UA), e orbitano attorno al comune centro di massa in un periodo di circa 4240 anni.

## Sistema planetario
Nel 2016 dopo osservazioni durate 5 anni con lo spettrografo montato su uno dei telescopi Magellano in Cile, sono stati scoperti con il metodo della velocità radiale tre pianeti giganti attorno alle due stelle, due attorno alla componente A e uno attorno alla componente B, tutti su orbite larghe a lungo periodo e altamente eccentriche: HD 133131 B, con un'eccentrica di e = 0,62, è uno dei pianeti conosciuti con la più alta eccentricità orbitale.
La rarità di questo sistema è che difficilmente vengono scoperti pianeti attorno a entrambe le componenti di un sistema di questo tipo, formato da una coppia di stelle simili, poiché nel processo di formazione stellare, le interazioni gravitazionali di una compagna gemella può sopprimere fin dai primi momenti la formazione di corpi substellari.
Non essendo nota l'inclinazione orbitale dei pianeti, non è conosciuta la loro  massa reale, ma solo la massa minima.

### Prospetto di HD 133131 A
| Pianeta | Tipo            | Massa    | Periodo orb. | Sem. maggiore | Eccentricità | Scoperta |
| ------- | --------------- | -------- | ------------ | ------------- | ------------ | -------- |
| Ab      | Gigante gassoso | ≥1,43 MJ | 649 giorni   | 1,44 UA       | 0,32         | 2016     |
| Ac      | Gigante gassoso | ≥0,63 MJ | 3925 giorni  | 4,72 UA       | 0,20         | 2016     |

### Prospetto di HD 133131 B
| Pianeta | Tipo            | Massa   | Periodo orb. | Sem. maggiore | Eccentricità | Scoperta |
| ------- | --------------- | ------- | ------------ | ------------- | ------------ | -------- |
| Bb      | Gigante gassoso | ≥2,5 MJ | 6119 giorni  | 6,40 UA       | 0,62         | 2016     |